# Clavus japonicus
Clavus japonicus é uma espécie de gastrópode do gênero Clavus, pertencente a família Drilliidae.